# Hüseyin Gürsoy
Hüseyin Gürsoy (ur. w 1934 w Oltu, zm. 1 września 1993 tamże) – turecki zapaśnik walczący w stylu wolnym. Olimpijczyk z Meksyku 1968, gdzie zajął piąte miejsce w kategorii do 87 kg.
Czwarty na mistrzostwach Europy w 1970 i 1972; piąty w 1968. Triumfator igrzysk śródziemnomorskich w 1967 roku.